# الیعر
ال-یعر یک منطقهٔ مسکونی در یمن است که در استان صنعا واقع شده‌است.